# Ich dzień powszedni
Ich dzień powszedni (La seva vida quotidiana) és una pel·lícula de comèdia polonesa dirigida el 1963 per Aleksander Ścibor-Rylski, qui també és autor del guió. Fou exhibida com a part de la selecció oficial al Festival Internacional de Cinema de Sant Sebastià 1964.

## Argument
El personatge principal és el doctor d'ambulància Andrzej Siennicki, a qui la seva dona Nitka abandona després d'una discussió violenta. El metge oculta als seus companys perquè es queda a la ciutat durant les vacances. Durant el viatge als malalts, coneix una jove que es diu Grażyna, amb qui comença a tenir relacions estretes. Mentrestant, l'esposa d'Andrzej torna inesperadament.

## Repartiment
- Zbigniew Cybulski (doctor Andrzej Siennicki)
- Aleksandra Śląska (Nitka, dona de Siennicki)
- Pola Raksa (Grażyna)
- Barbara Krafftówna (metge Michaśka)
- Barbara Brylska (germana de Grażyna)
- Andrzej Herder (sanitari)
- Zbigniew Józefowicz (metge)
- Zbigniew Koczanowicz (venedor de bitllets de tren)
- Zofia Kucówna (Ada)